# Metleucauge
Metleucauge is een geslacht van spinnen uit de  familie van de Tetragnathidae (Strekspinnen).

## Soorten
- Metleucauge chikunii Tanikawa, 1992
- Metleucauge davidi (Schenkel, 1963)
- Metleucauge dentipalpis (Kroneberg, 1875)
- Metleucauge eldorado Levi, 1980
- Metleucauge kompirensis (Bösenberg & Strand, 1906)
- Metleucauge yaginumai Tanikawa, 1992
- Metleucauge yunohamensis (Bösenberg & Strand, 1906)